# Chotylub
Chotylub (appelé Lubice de 1977 à 1981) est un village du district de Lubaczów situé dans la voïvodie des Basses-Carpates, au sud-est de la Pologne. Il se trouve à 9 kilomètres à l'est de Cieszanów, 14 kilomètres au nord-est de Lubaczów et 93 km à l'est de Rzeszów, chef-lieu de la voïvodie.

## Histoire
Le village est créé en 1565, sous la monarchie du Royaume des Jagellons, et abrite quelques centaines de Polonais. Suivant les changements de territoires et les nombreuses guerres, il voit différentes populations s'installer et déménager. Avant la Seconde Guerre mondiale, Chotylub est habité par une grande communauté ukrainienne, qui quitte le village à la suite de l'invasion allemande. Lors des années 1944-1945, Chotylub souffre des combats opposant l'Armée insurrectionnelle ukrainienne aux troupes de l'Armia Krajowa, et de nombreux bâtiments sont détruits (dont les églises catholique et orthodoxe).
Après l'expulsion de la population orthodoxe ukrainienne en 1947, les Polonais se réinstallent à Chotylub, qui prend le nom de Lubice de 1977 à 1981.